# Passerelle La Belle Liégeoise
Pour les articles homonymes, voir Boverie.
La Passerelle La Belle Liégeoise est une passerelle cyclo-pédestre inaugurée en mai 2016 qui traverse la Meuse au centre de Liège pour relier le quartier des Guillemins au parc de la Boverie.

## Historique
L'idée de la construction d'une nouvelle passerelle enjambant la Meuse à cet endroit se fait dans le cadre de la transformation du quartier des Guillemins. En effet, le quartier est complètement transformé : constructions de la nouvelle Gare des Guillemins et de la Tour Paradis, nouvelle place des Guillemins, future esplanade allant de la gare au fleuve et rénovation des quais de Meuse dont le quai de Rome. Cette transformation va s'accompagner de la volonté de relier ce nouveau quartier à la Médiacité en passant par le parc de la Boverie où se situe le musée de La Boverie inauguré aussi en mai 2016.
La construction de la passerelle débute en mai 2014 et devait s'achever à l'automne 2015 mais des problèmes techniques ont prolongé les travaux jusqu'à la fin d'avril 2016.
La charpente métallique de la passerelle, constituée de six tronçons, a été acheminée par barges du site de montage provisoire situé en face de l'île Monsin vers le site de la Boverie. Celui-ci a cependant été retardé à la suite d'une rupture de câble des grues chargées de cette installation. L'assemblage de la passerelle sur son site définitif a été réalisé du 1er au 3 août 2015.

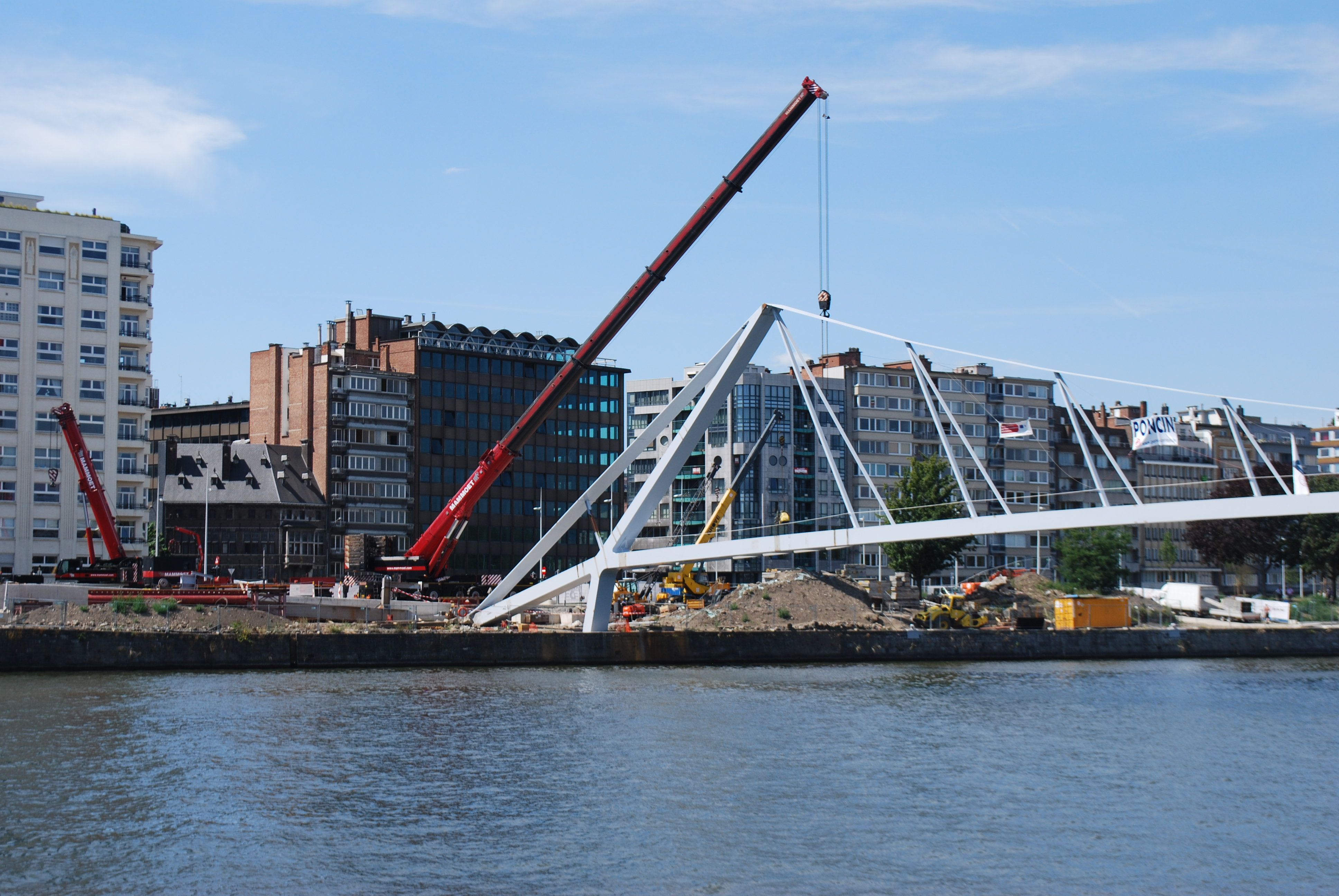
Mise en place de la passerelle le 3 août 2015

## Description
La passerelle, côté quai de Rome,  part en face de la Tour Paradis enjambe la Meuse et se scinde en deux parties en arrivant au parc de la Boverie. Une partie de l’ouvrage passe, en suspension, au-dessus du parc à hauteur de la canopée des arbres et une autre partie descend entre la tour Schöffer et le bâtiment des sports nautique, près de la volière. Elle se situe en aval du pont de Fragnée et en amont du Pont Albert Ier.

## Nom
Après en avoir débattu, la ville de Liège décide de baptiser cette passerelle  La Belle Liégeoise, surnom d'Anne-Josèphe Théroigne de Méricourt, femme politique liégeoise, personnalité marquante de la Révolution française et féministe. Elle vécut à Marcourt (chez sa mère), Xhoris (chez son père) et Sougné-Remouchamps avant de sillonner l'Europe et d'aboutir à Paris.
Plusieurs autres noms avaient été évoqués : passerelle Boverie, Guillemins-Boverie, Paradis-Boverie, passerelle des Libertés ou encore passerelle Nelson Mandela.

## Caractéristiques
- Longueur : 294 m
- Portée : 163 m
- Largeur : 7 m
- Hauteur maximale : 8 m
- Matériaux : Acier et platelage en bois
- Maître d'ouvrage : Service public de Wallonie - Direction des voies hydrauliques de Liège
- Architectes : Société momentanée Greisch/Atelier Corajoud
- Coût : 6 688 837 euros (subsidiée à 60% par la Région wallonne et 40% par les fonds FEDER)[4]

## Voies adjacentes
- Quai de Rome
- Parc de la Boverie